# Střetnutí u Vysoké nad Labem
Střetnutí u Vysoké nad Labem či též bitva na Chváleňáku bylo menším válečným střetem mezi oddíly umírněných husitů Diviše Bořka z Miletínka a Viléma Kostky z Postupic loajálními římskému císaři a českému králi Zikmundu Lucemburskému a jednotek radikálních husitů (tzv. sirotků) vedených Zdislavem Mnichem z Roudnice z husitského města Hradec Králové při pokusu o jeho obležení v závěrečné fázi husitských válek. Odehrála se v noci z 6. na 7. listopadu 1436 v prostoru mezi obcemi Plačice a Vysoká nad Labem nedaleko Hradce ve východních Čechách. Při úspěšném výpadu pod rouškou tmy zaútočili sirotci vedení Zdislavem Mnichem na čerstvě utábořené obléhatele a záhy je obrátili na ústup, v bitvě rovněž padl hejtman Vilém Kostka z Postupic.

## Pozadí
V květnu 1434 byli radikální husité poraženi v bitvě u Lipan a umírněná část hnutí pak začala jednat o uznání autority římského císaře a českého krále Zikmunda Lucemburského. Roku 1436 pak v Čechách zůstávaly dvě hlavní základny sirotků: hrad Sion Jana Roháče z Dubé a Hradec Králové pod vedením kališnického kněžího Ambrože Hradeckého. Hradečtí v očekávání útoku povolali družinu Zdislava Mnicha z Roudnice, Ambrož také nařídil stržení tří kostelů na Pražském předměstí, aby nemohly být využity jako přístřešky útočící armády.
V listopadu 1436 nařídil císař Zikmund město podrobit. K obléhání se vydala výprava pod velením Diviše Bořka z Miletínka, vítěze od Lipan, Viléma Kostky z Postupic a Jana Parduse z Vratkova. Armády postupovaly směrem k městu ze dvou stran. Z jihozápadu přicházela k Hradci vojska pod velením Diviše Miletínka, z jihu vojska pod velením Viléma Kostky a Jana Parduse. Oba voje dorazily k městu a 6. listopadu rozbily svá ležení: Diviš z Miletínka v Plačicích; Kostka a Pardus se se svými muži utábořili mezi Malým a Velkým Chválenským kopcem u Vysoké nad Labem. Hradečtí sirotci pod vedením velitele městské posádky Zdislava Mnicha z Roudnice se rozhodli k rychlému a rozhodnému výpadu proti pochodem znavenému vojsku dříve, než stihne učinit přípravy pro obléhání.

## Pravděpodobný proběh střetnutí
O událostech okolo Plačic a Vysoké informuje několik soudobých kronik, např. Staré letopisy české, které se vesměs shodují na následujícím průběhu střetu.
Za soumraku 6. listopadu opustil velitel města Zdislav Mnich z Roudnice hradby se svou pěchotou. Jako první zaútočili sirotci na tábor Diviše Miletínka, zapálili ho a rozbili transportní vozy. Diviš se po nečekaném ústupu nezmohl na spořádaný odpor a se svými lidmi se raději stáhl na hrad Kunětickou horu. Útok na Kostkův a Pardusův tábor v ranních hodinách 7. listopadu byl stejně překvapivý. Mnozí muži byli zabiti ve svých stanech v táboře, stejně tak, pravděpodobně u lože, byl zabit také Vilém Kostka z Postupic. Zbytek jeho vojska se rozprchl směrem na Malý Chválenský kopec, útěkem se zachránil také Jan Pardus.
Na straně Zikmundova vojska bylo zabito 108 mužů, zajato asi 300 mužů a do Hradce byla sirotky dopravena bohatá kořist. Ztráty na straně mužů Zdislava Mnicha nejsou známy, byly však patrně zlomkové.

## Důsledky
I přes úspěch akce sirotků a odvrácení obléhání Hradce nemělo jejich působení zde dlouhého trvání. V březnu roku 1437 vypuklo ve městě povstání, hradečtí Ambrože a jeho přívržence vypudili z města a smířili se se Zikmundem. Ambrož pak našel útočiště před pronásledováním v Kolíně, kde v roce 1439 zemřel. Poslední místo odporu radikálních husitů bylo zlomeno při obléhání hradu Sion a jeho hájitelé, včetně Jana Roháče z Dubé, byli v Praze popraveni.
O rok později, okolo sv. Havla (16. října), sebral jistý Čert, služebník Parduse z Vrátkova, a přátelé kněze Ambrože, vojáky a pokusili se o znovudobytí Hradce Králové. Byli však od hradeckých přemoženi a na útěku utonulo v Labi na brodě u Vysoké nejméně 23 vojáků, mezi kterými byl i jejich velitel Čert. Hradečtí několik utonulých a nahých těl přivezli do města a pochovali je za mosty na občinách. 
Bitevní pole se posléze začalo místními nazývat Na hřbitůvku, neboť zde bylo po bitvě pochováno mnoho padlých vojáků. Na místě byly v průběhu let nalezeny pozůstatky zbraní, kusy podkov a brnění, či některé stříbrné mince.